# Vlag van Cleveland

Vlag van Cleveland

De vlag van Cleveland werd op 21 oktober 1895 aangenomen door de stad Cleveland (Ohio), met de verordening over de vlag die op 24 februari 1896 werd aangenomen. Het bestaat uit drie verticale banen van gelijke breedte in respectievelijk rood, wit en blauw. De middelste witte baan draagt het Amerikaanse schild met het woord "Cleveland" in het midden en het jaartal 1796 in rood aan de basis, omringd door een lauwerkrans. De omtrek van de onderste helft van het schild is in rood en van de bovenste in blauw. In de linkerbovenhoek van het schild staan een aambeeld, hamer en wiel, en in de rechterbovenhoek een anker, windas en roeispanen. Onder het schild staat het motto van de stad, "Progress and Prosperity" (Vooruitgang en Welvaart).

## Geschiedenis
De vlag werd in 1895 ontworpen door Susan Hepburn, toen een studente aan de middelbare school in Cleveland. Repetities tegen de vlag vertraagden de oprichting ervan, maar op 21 oktober werd hij goedgekeurd door de gemeenteraad van Cleveland. Op 21 februari 1896, het jaar waarin het honderdjarig bestaan werd gevierd, werd er een verordening over de vlag opgesteld. Burgemeester Robert E. McKisson keurde het goed op 26 februari. Het motto van de stad, "Vooruitgang en Welvaart", werd pas in de jaren 1960 toegevoegd.

## Symboliek
Zowel de kleuren als het gebruik van het Amerikaanse schild staan voor patriottisme, iets waarvan velen vonden dat het de stad zou verenigen. 1796 is het jaar waarin Cleveland werd gesticht door generaal Moses Cleaveland. Het aambeeld, de hamer en het wiel vertegenwoordigen de zware industrie van de stad. Het anker, de windas en de roeispanen staan voor maritieme belangen (Cleveland is een belangrijke haven aan de Grote Meren). Het motto van de stad, "Progress and Prosperity", verwijst naar de aanzienlijke bloeiperiode die Cleveland in de eerste helft van de 20e eeuw doormaakte.